# Gieraliszki
Gieraliszki (Duits: Gerehlischken; 1938-1945: Gerwalde) is een plaats in het Poolse woiwodschap Ermland-Mazurië, in het district Gołdapski. De plaats maakt deel uit van de stad- en landgemeente Gołdap.